# Alois Klobasa
Alois Klobasa (* 4. Mai 1918 in Rettenbach bei Graz; † 26. November 1986 in Feldbach) war ein österreichischer Lehrer, Volksschuldirektor und Politiker (SPÖ).
Vom 14. April 1961 bis zum 23. Oktober 1978 gehörte er dem steirischen Landtag in vier aufeinanderfolgenden Gesetzgebungsperioden als Landtagsabgeordneter an.

## Leben und Wirken
Alois Klobasa wurde am 4. Mai 1918 als Sohn von Josef Klobasa (* 22. Februar 1879 in Kerschbach (heute Črešnjevec in der slowenischen Gemeinde Slovenska Bistrica); † 18. Februar 1967), Wagenführer bei der Mariatroster Bahn und dessen Ehefrau, der Verkäuferin Karolina (auch Carolina geschrieben; geborene Lang; * 13. September 1891 in Vas Dobra (heute Neuhaus am Klausenbach im Burgenland)), in Rettenbach bei Graz (heute ein Ortsteil des Grazer Stadtbezirks Mariatrost) geboren und am 8. Mai 1918 auf den Namen Alois getauft. Seine Eltern hatten am 1. August 1917 in Graz-St. Leonhard geheiratet. Am 10. Juni 1930 wurde der damals 12-Jährige von Fürstbischof Ferdinand Stanislaus Pawlikowski gefirmt. Nach seiner allgemeinen Schulausbildung absolvierte er eine Bundeslehrerbildungsanstalt und wurde anschließend als Volksschullehrer tätig. Am 24. Juni 1942 heiratete Klobasa, der erst zwei Jahre zuvor aus der katholischen Kirche ausgetreten war, in erster Ehe. Laut Anzeige der Pfarre in Kapfenstein trat Klobasa mit 9. März 1947 wieder in die Kirche ein. Mit 1. April 1948 wurde er von Kapfenstein kommend Lehrer an der Volksschule in der damals noch eigenständigen Gemeinde Gossendorf, die heute einen Stadtteil von Feldbach bildet. Bereits im darauffolgenden Jahr wurde er zum Volksschuldirektor der Schule ernannt und war in weiterer Folge bis zum 1. Februar 1963 Lehrer an dieser Schule. Bis 1979 übte er auch das Direktorenamt aus, war jedoch ab 1963 freigestellt, nachdem die Doppelfunktion als Lehrer/Direktor und Politik für ihn zu viel geworden war. Außerdem war Klobasa von 1952 bis 1974 Mitglied des Kollegiums des Bezirksschulrates.
Ebenfalls in Gossendorf gründete er die erste Lokalorganisation der Sozialdemokratischen Partei und zog im Jahr 1955 als SPÖ-Mitglied in den Gemeinderat der oststeirischen Gemeinde ein. Bis 1961 fungierte er als Gemeinderat und Gemeindekassier von Gossendorf und war darüber hinaus zwischen 1965 und 1978 Bezirksvorsitzender der Sozialdemokratischen Partei Österreichs des Bezirkes Feldbach. Im Zuge der Landtagswahl 1961 schaffte Klobasa am 14. April 1961 den Einzug in den steirischen Landtag, dem er in weiterer Folge in vier aufeinanderfolgenden Gesetzgebungsperioden (V., VI., VII. und VIII.) und damit einen Zeitraum von über 17 Jahren bis zum 23. Oktober 1978 angehörte. In dieser Zeit war er Mitglied im Kontrollausschuss und im Volksbildungsausschuss, dessen Obmannstellvertreter er war. Außerdem war er Ersatzmitglied im Landwirtschaftsausschuss sowie im Gemeinde- und Verfassungsausschuss. Im selben Jahr des Ausscheidens aus dem steirischen Landtag legte der slowenischstämmige Klobasa auch seine Funktion als Bezirksparteivorsitzender nieder und zog sich weitestgehend aus der aktiven Politik zurück.
Am 26. November 1986 im Alter von 68 Jahren starb Alois Klobasa, der erst sechs Jahre zuvor ein weiteres Mal aus der katholischen Kirche ausgetreten war.

## Auszeichnungen und Ehrungen (Auswahl)
Unter Bundespräsident Rudolf Kirchschläger wurde er im Jahre 1975 mit dem Goldenen Ehrenzeichen für Verdienste um die Republik Österreich ausgezeichnet.